# Замикання (топологія)
Якщо {\displaystyle (X,\tau )} — топологічний простір і {\displaystyle A} — довільна підмножина {\displaystyle X}, то замиканням множини {\displaystyle A} називається перетин всіх замкнених множин що її містять. Позначається {\displaystyle {\bar {A}}}.
Очевидно, що замикання є замкнутою множиною і збігається з {\displaystyle A}, якщо {\displaystyle A} — замкнена.